# マウントガンビア空港
マウントガンビア空港（Mount Gambier Airport)とは、オーストラリア・南オーストラリア州のマウントガンビアに位置する空港である。

## 就航会社と目的地
- リージョナル・エキスプレス（Regional ExpressまたはREX)

　アデレード空港/メルボルン空港
- かつてはオコナー・エアラインも就航していたが、現在は休航となっている。
- また、ヴァージン・ブルーが興味を示している。